# З́
З́ (minuskule з́) je písmeno cyrilice. Bylo zavedeno v roce 2009 pro potřeby černohorštiny. Jedná se o variantu písmena З. Písmeno je vyslovováno jako písmeno Ź v polštině, stejně tak je přepisováno do latinky.